# Рекламный лозунг

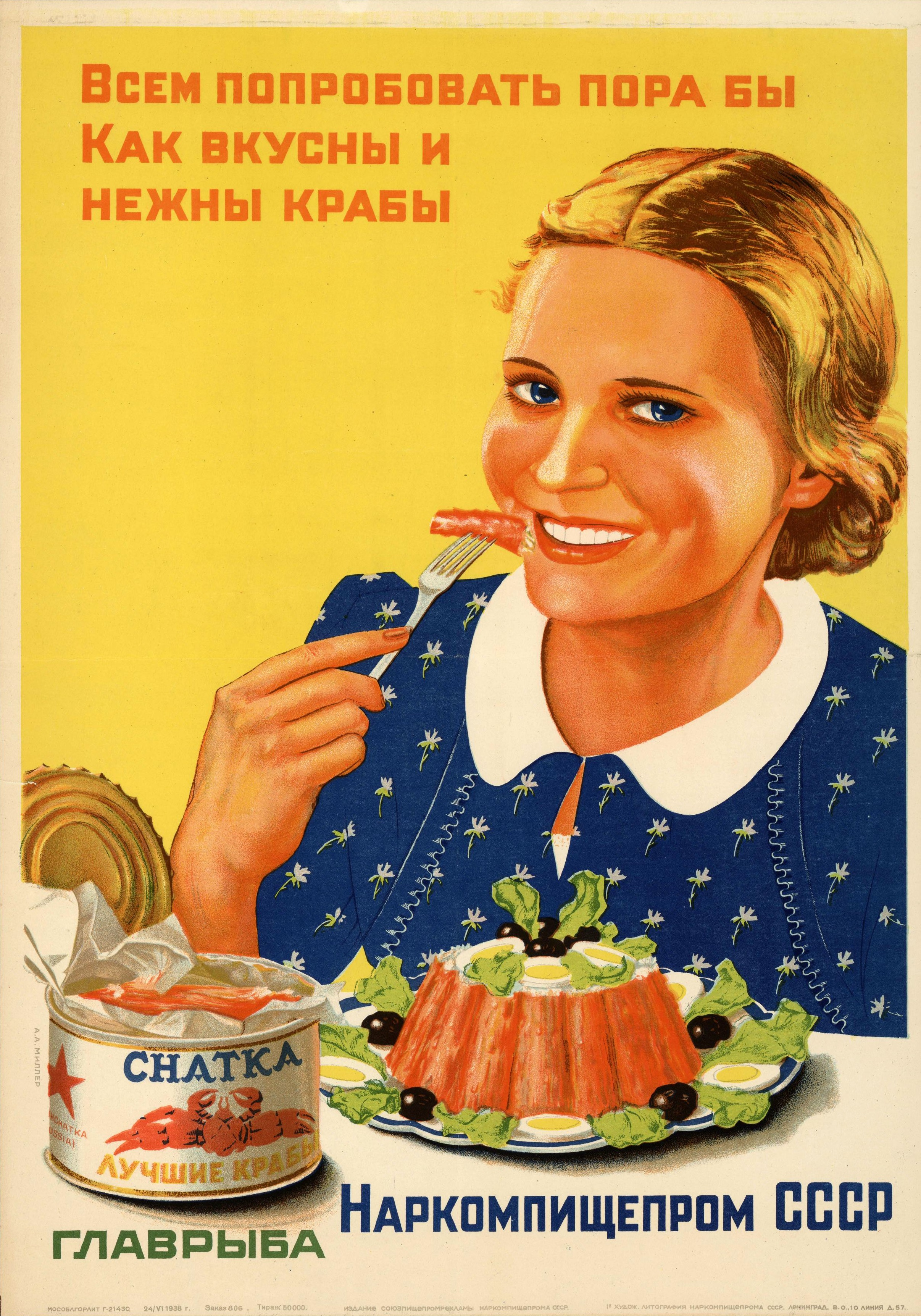
«Всем попробовать пора бы как вкусны и нежны крабы» — рекламный плакат Наркомпищепрома СССР. Художник А. А. Миллер, 1938 год

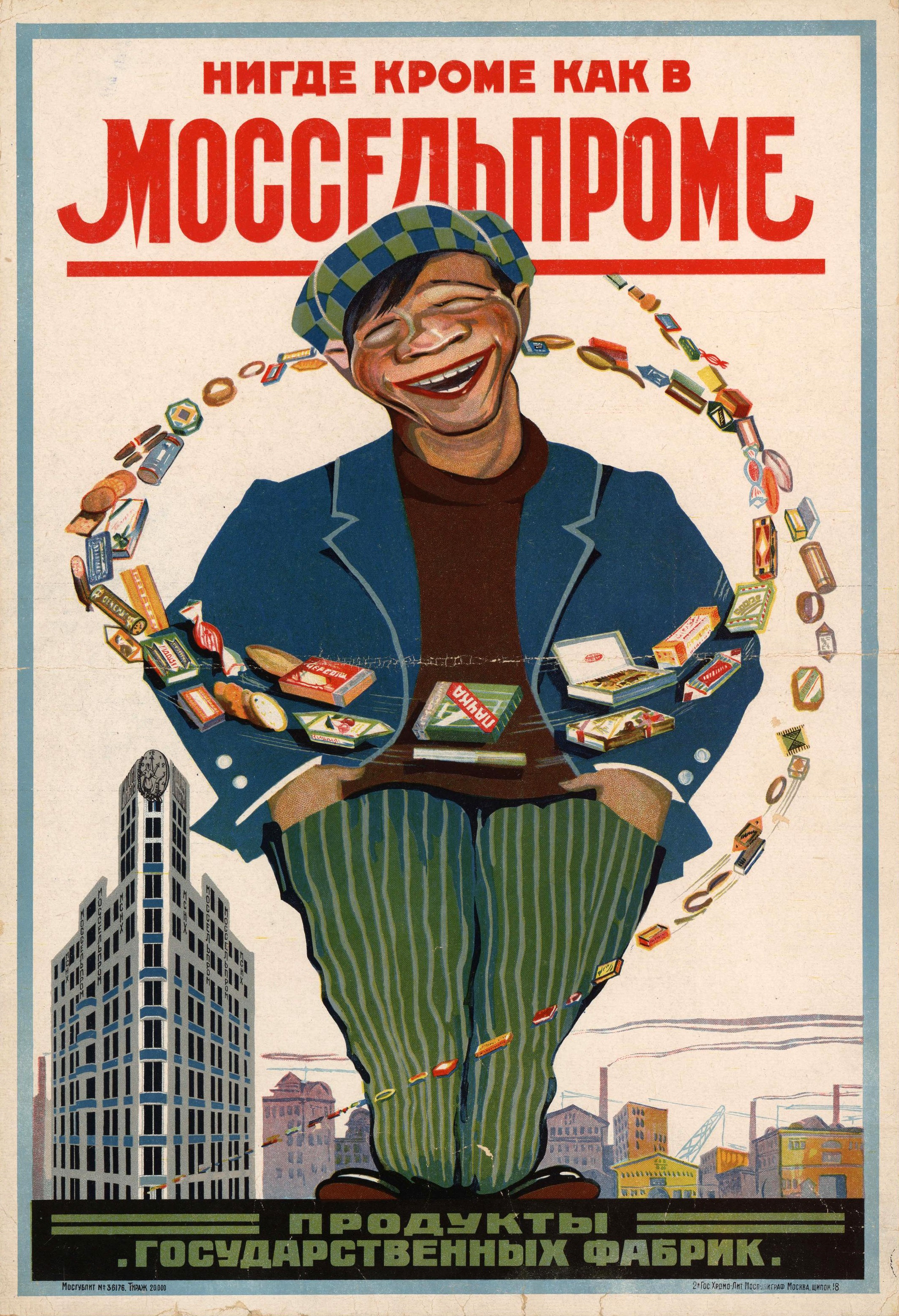
«Нигде кроме как в Моссельпроме» — популярный в эпоху НЭПа рекламный лозунг Моссельпрома. Неизвестный художник, 1927 год

Рекла́мный ло́зунг, сло́ган — лаконичная, легко запоминающаяся фраза, выражающая суть рекламного сообщения.

## Происхождение понятия
«Слоган» — термин, перешедший в русский язык из английского, первоначально был распространён среди американских рекламистов[неизвестный термин]. Само слово, однако, весьма древнее, происходит из гаэльского языка (sluagh-ghairm), где означало «боевой клич». В современном значении впервые употреблено в 1880 году.
Ранее в русском языке вместо слова «слоган» употреблялось слово «лозунг», пришедшее в русский язык из немецкого (losung — «призыв, клич»).
Термины «слоган» и «лозунг» на сегодня имеют разные значения.

## Классификация
Слоганы, согласно той цели, которую они преследуют, делятся на: имиджевые и товарные. Первые выражают смысл философии компании, бренда, товара или услуги. Вторые направлены на скорейшее увеличение продаж, а, следовательно, чаще апеллируют к уникальному торговому предложению продукта. Имиджевые слоганы обычно имеют более «серьёзные интонации» (в том случае, если философия бренда «серьёзна»), в то время, как товарные слоганы чаще несут в себе элементы языковой игры, могут быть зарифмованы и так далее.
Слоганы читает больше людей, чем сами рекламные тексты, поэтому они должны привлекать внимание целевой аудитории: содержать уникальное торговое предложение, сулить выгоду. Кроме той информации, которая заключается в слоган, не менее важна и его «словесная оболочка», слоган должен быть написан таким образом, чтобы не вызывать отторжения у целевой аудитории: легко читаться, быть оригинальным, вызывать любопытство.
Удачные слоганы не только легко запоминаются и становятся частью языковой среды, но и активно её изменяют.
По своей структуре слоганы делятся на четыре типа:
1. Связанные — включают названия продукта. Такой слоган неотделим от названия. «Есть идея, есть Икея!», «Ваша киска купила бы Вискас», «Хорошо иметь Домик в деревне».
2. Прямые (являются подтипами связанных) — в них происходит личное обращение к потенциальному потребителю. «Любишь? Подари!», «О ком ты думаешь сейчас?», «„Lays“. Хочешь?», «Мегафон. Будущее зависит от тебя».
3. Привязанные — соотносятся с названием ритмически и фонетически. То есть данный слоган можно использовать без названия товара, но тогда он не будет понятен. «„Жилетт“. Лучше для мужчины нет».
4. Свободные — они самодостаточны и независимы. «Pepsi. Бери от жизни всё», «Jacobs. Аромат, который сближает», «Maggi. Маленькие победы каждый день».

Стоит заметить, что свободные слоганы далеко не всегда ассоциируются с названием товара, поэтому как правило, используют первые два типа слоганов.
Одной из разновидностей свободного рекламного слогана является тэглайн (англ. tagline — ключевая фраза).
Существует понятие рифмоган, то есть рифмованный слоган, слоган, содержащий рифму. Рифмоганы могут быть и связанными, и прямыми, и привязанными слоганами (укр. «Охолонь — пий Оболонь!»).

## Эхо-фраза
Эхо-фраза — завершающий элемент структуры рекламного текста, по форме приближенный к слогану. Придавая законченность рекламному тексту, закрепляет информацию в памяти потребителя. Она фиксирует в третий раз внимание читателя на основном рекламном мотиве и резюмирует основной текст рекламы.

## Туристские слоганы

Туристический слоган
Нью-Йорка

Туристские слоганы играют важнейшую роль в процессе привлечения туристов в отдельные города или же целые страны. Удачным примером подобного туристического слогана можно назвать простую фразу «I love NY», которая стала туристическим слоганом Нью-Йорка и быстро превратилась в отдельный бренд города, на котором городская администрация зарабатывает серьёзные средства путём продажи сувениров с данным слоганом по всему миру.
Среди прочих в качестве удачных отмечаются следующие слоганы:
- «Улыбайтесь, вы в Испании» (Испания);
- «Тунис. Доброе солнце над доброй страной» (Тунис);
- «Всё, что случается здесь, здесь же и остаётся» (Лас-Вегас);
- «Кипр: и зимой — лето!» (Кипр);
- «Австрия — не страна кенгуру!» (Австрия)

Верно подобранный слоган может также стать ключом к победе в конкурентной борьбе между представителями отельного бизнеса в условиях предоставления сходных услуг по сходным ценам.